# Iperconiugazione
Per iperconiugazione in chimica organica si intende l'interazione degli elettroni di un legame sigma (di solito C-H o C-C) con un orbitale p vuoto o parzialmente riempito che può essere non impegnato in legami o di antilegame oppure con un orbitale π riempito. Tale interazione origina un orbitale molecolare esteso che aumenta la stabilità del sistema. L'iperconiugazione può stabilizzare anche un carbocatione, purché gli elettroni che formano il legame sigma siano in β al carbonio carico positivamente, cioè a due legami di distanza da questo.
Come riportato da R.C. Ferreira, il termine è stato suggerito per la prima volta da Baker and Nathan nel 1935, mentre un trattamento approfondito basato sul modello degli orbitali molecolari si deve a Robert S. Mulliken. Durante i suoi studi mediante spettroscopia UV delle molecole caratterizzate da doppi legami, Mulliken osservò che introducendo gruppi alchilici negli alcheni i loro massimi di assorbimento negli spettri si spostavano verso lunghezze d'onda maggiori. Questo spostamento verso frequenze minori si chiama batocròmo, dal greco βαθύς (bathìs), profondo o basso, e χρώμα (chroma), colore (bathochromic shift, in inglese) è ben conosciuto a proposito dei sistemi di doppi legami coniugati, quali quello dell'1,3-butadiene. Mulliken fu anche il primo ricercatore ad attribuire alla iperconiugazione il minore calore di idrogenazione sviluppato dagli alcheni sostituiti rispetto ai corrispettivi non sostituiti.
Il concetto di iperconiugazione può essere preso in considerazione per razionalizzare una serie di altri fenomeni chimici, quali l'effetto anomerico, l'effetto gauche, la barriera rotazionale dell'etano, l'effetto beta-silicon (da controllare), la frequenza vibrazionale del gruppo carbonilico esociclico, e la stabilità relativa dei carbocationi sostituiti. I vecchi libri di testo indicano che la conformazione sfalsata dell'etano sia caratterizzata da una energia potenziale inferiore rispetto alla eclissata per motivi di ingombro sterico. I modelli quantomeccanici dicono che l'interpretazione corretta del fenomeno si basi sulla iperconiugazione..